# Tillandsia cotagaitensis
Tillandsia cotagaitensis là một loài thuộc chi Tillandsia. Đây là loài đặc hữu của Bolivia.